# Incoronazione della Vergine (Gentile da Fabriano)

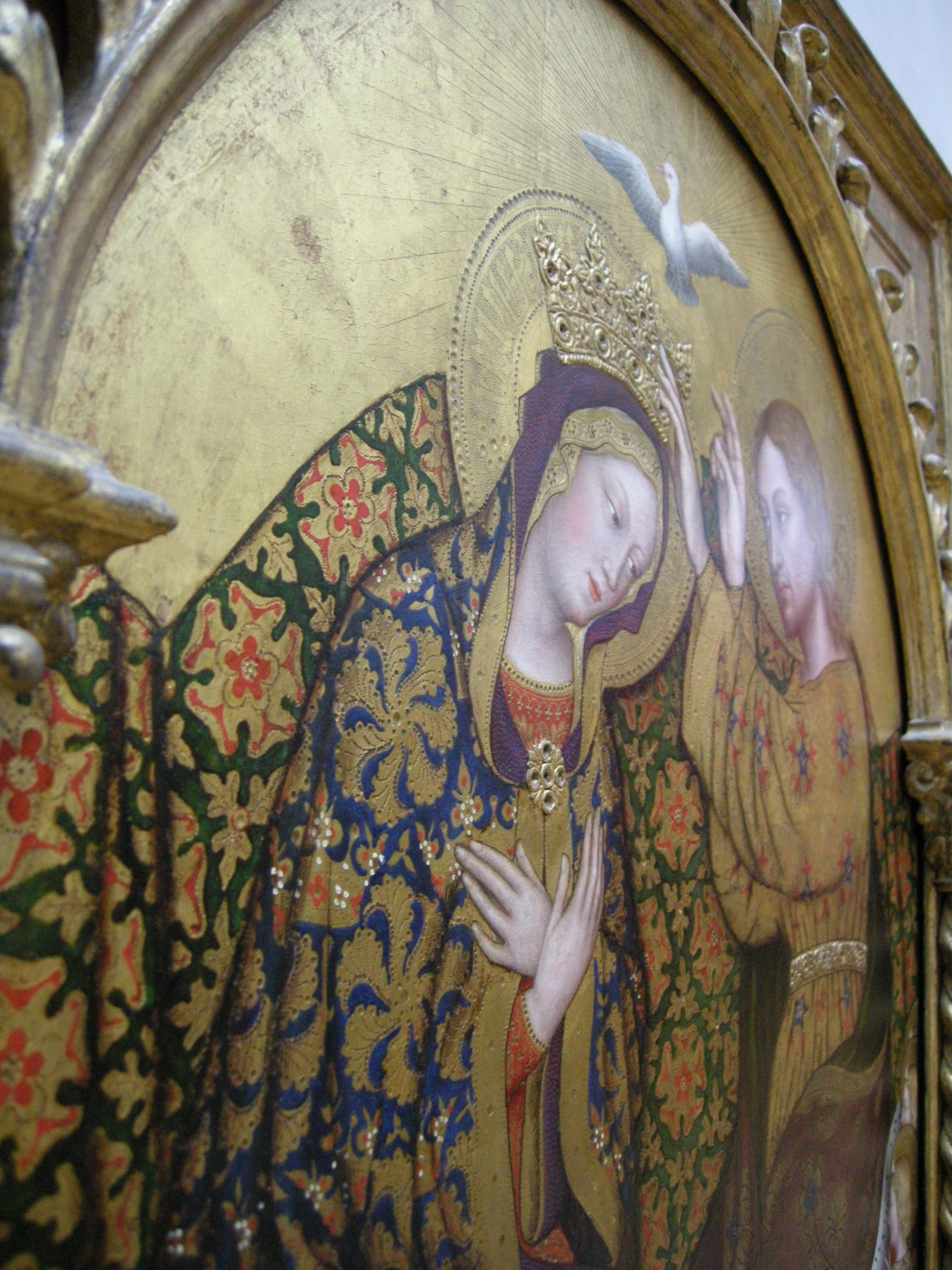
Effetti a rilievo

L'Incoronazione della Vergine è un dipinto a tempera e oro su tavola (87,5x64 cm) di Gentile da Fabriano, databile al 1420 circa e conservato nel Getty Center a Los Angeles. L'opera era il lato frontale di uno stendardo processionale, sul cui verso si trovava la scena delle Stimmate di san Francesco, oggi alla Fondazione Magnani-Rocca a Mamiano (Parma).

## Storia
Lo stendardo venne dipinto per una confraternita domiciliata presso il convento di San Francesco a Fabriano, città natale del pittore in cui aveva fatto ritorno da Brescia, dopo i successi veneziani, nella primavera del 1420, ma solo per pochi mesi: ad agosto egli risultava già a Firenze.
Probabilmente fece da intermediario tra i confratelli e il pittore Ambrogio de' Bizochis, cugino del cognato Egidio, che aveva infatti sposato la sorella di Gentile.

## Descrizione e stile
La scena ha una composizione abbastanza tradizionale, con Gesù che ha posto la corona sulla testa di Maria, dolcemente inclinata con le mani incrociate al petto in segno di umiltà e remissione. In alto vola la colomba dello Spirito Santo e ai lati fanno da quinta minore due file di piccoli angeli che srotolano spartiti con inni mariani: a sinistra si legge "Timete Dominum et date Illi Hono[rem]"; in quello di destra "Dignus est Agnus qui O[ccisus est]".
Quello che sorprende nella tavola è la straordinaria ricchezza dei motivi tessili ricchi d'oro, che si accavallano formando un intricato effetto ipnotico e abbagliante. Al manto di Maria, a sfondo blu e decorato da girandole e corone, si contrappone il drappo che copre il seggio e il pavimento, con motivi vegetali su sfondo verde; la veste di Cristo è completamente dorata con fogliette organizzate su stelle a base pentagonale, mentre il suo manto, rosso scuro, presenta dei grossi fiori con foglie ripetuti; completano l'insieme le vesti angeliche, a sfondo bianco con altri motivi vegetali, e i ricchi bordi dorati, su cui si trovano vere e proprie iscrizioni incise nell'oro: in quello di Maria si legge infatti "Ave Maria G[ratia] Plen[a] Dominus Tecum Be[nedicta]".
Straordinari sono poi gli effetti a rilievo ottenuti con la pastiglia in gesso: la corona di Maria, che sembra un vero, sfarzoso gioiello, e la spilla che le regge il manto. Non meno lavorato è l'oro dello sfondo, con raggi dorati incisi, su cui si stagliano le aureole finemente decorate. In quella di Gesù si può leggere in complessi caratteri gotici "Yesus Christus Fil[ius Dei]".
Appare chiaro come Gentile usasse, se richiesto, lo stesso sfarzo tanto nelle commissioni "provinciali" quanto in quelle per i grandi centri. La decorazione sovrabbondante crea in questo caso un inevitabile appiattimento dei volumi, che quasi annulla il senso di spazio nella rappresentazione, rifulgendo in astratti motivi che richiamano la più ricca tradizione veneziano-bizantina.